# パガンダランビーチ

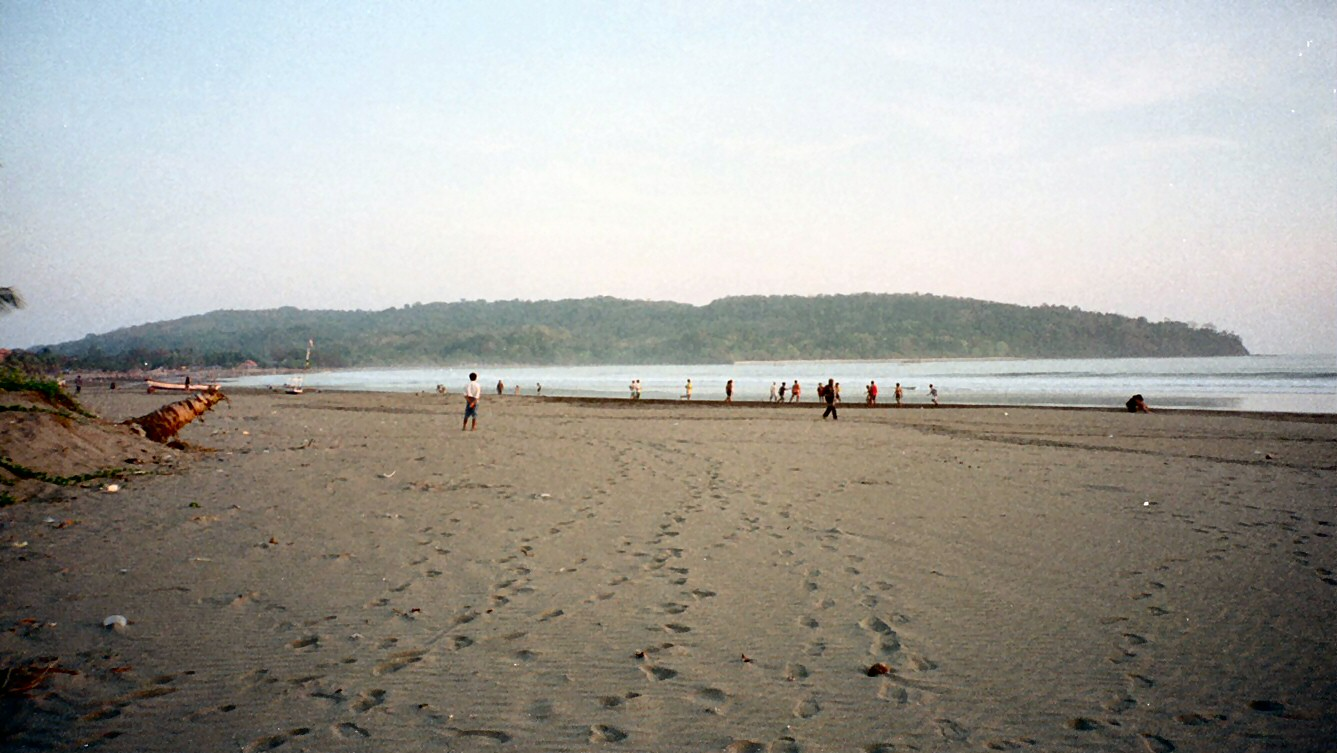
パガンダランビーチとパガンダラン国立公園

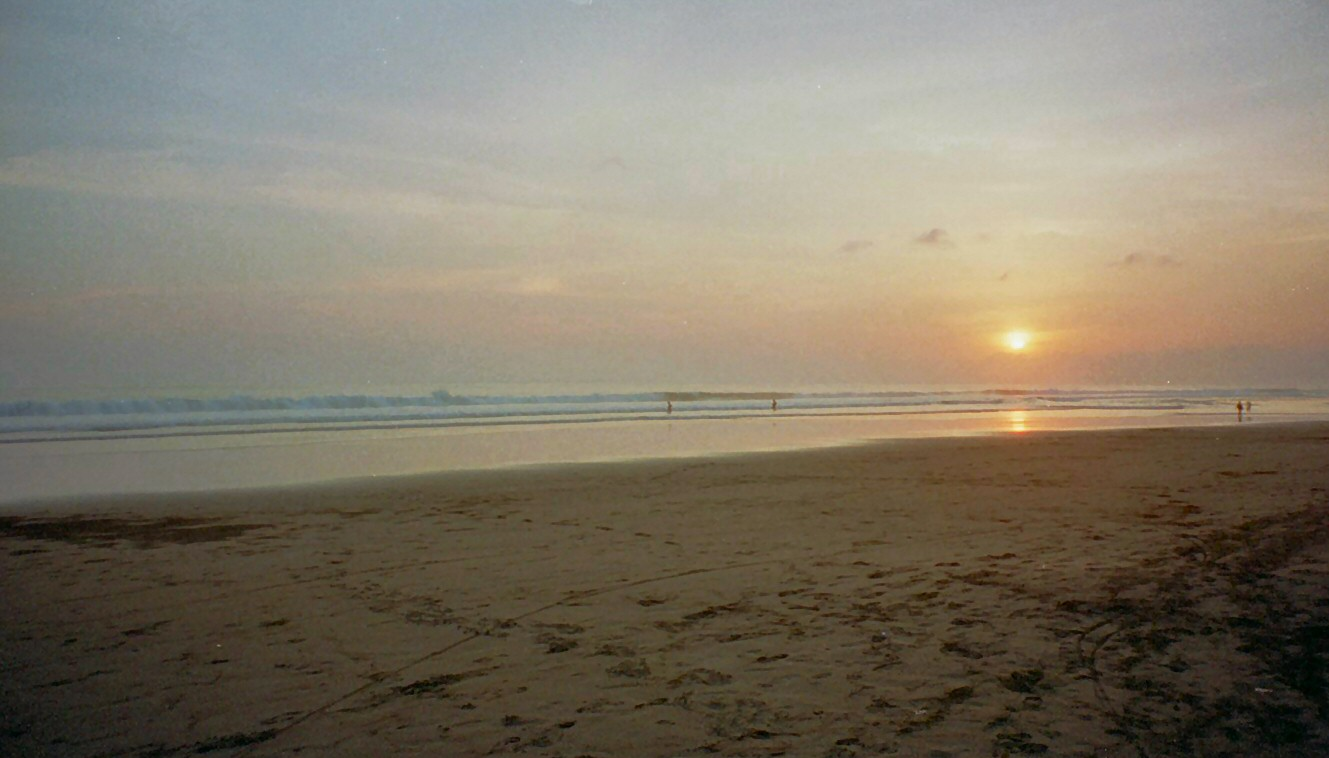
日の入り

パガンダランビーチ（インドネシア語表記： Pantai Indah Pangandaran, パンタイ・インダ・パガンダラン）はインドネシア西ジャワ州チアミス県にあるインド洋に面したビーチリゾートである。ビーチは細長いパガンダラン半島の両側にあり、先端にはパガンダラン国立公園がある。

## 概要
メインストリートのジャラン・キダン・パナンジュン(Jalan Kidang Pananjung)にはホテルや飲食店が多数立ち並ぶ。東海岸に漁港があるため新鮮な魚介類が食べられる。西海岸では日の入り、東海岸では日の出が観賞できる。インド洋に面していて波が高いので、遊泳には適さない。キャンプ場があり、レンタル自転車も借りる事ができる。
パガンダラン国立公園には野生の牛バンテン(Bos javanicus)、鹿、猿などが生息する。ラフレシア(Rafflesia padma)が自生する。保護地区内の探索はガイド付ツアーが必要。
2006年7月17日、ジャワ島南西沖地震が発生し、津波で200人以上の死者を出した。ビーチ近辺の観光施設も破壊されたが、現在ではホテルやレストランも通常通り営業している。
パガンダランの周辺
- グリーンキャニオン（スンダ語表記:Cukang Taneuh、チュカンタヌ、土の橋の意味）

パガンダランから約31 km。洞窟の中に川が流れ、ボートクルーズができる。洞窟の入り口に滝がある。グリーンキャニオンの近くにバトゥカラスビーチがある。
- バトゥカラスビーチ(Batu Karas)

パガンダランビーチから34 km。波が穏やかで遊泳可能。
- カランニニビーチ（Pantai Karangnini)

パガンダランから約10 km。ビーチの近くにはチークの森がある。
- バトゥヒウビーチ（Pantai Batu Hiu)

パガンダランから約14 km。丘の上からインド洋を見渡す事ができる。波が荒く遊泳は危険。名前の由来となったサメ（インドネシア語:Hiu）の形の岩(Batu)がある。
- カランティルタビーチ（Pantai Karang Tirta)

バトゥヒウビーチの近く。キャンプ場があり、釣りができる。
- クシクルフゥルビーチ（Pantai Keusik Luhur）

パガンダランから約45 km

## 交通
首都ジャカルタから南へ393km（約8時間）、バンドンから南へ236 km（約6時間）、ジョグジャカルタから西へ385 km（約7時間）に位置する。各都市から高速バスが運行。
旅行代理店が運行するミニバン（インドネシア語：travel；トラベル）を利用すると便利。
鉄道利用の場合はジャカルタとジョグジャカルタの中間にあるバンジャール市で下車。バンジャールのバースターミナルからミニバスを乗り継ぐ（50 km)。

## イベント
- 国際凧フェスティバル（7月中旬）
- ハジャラウッ（Hajat Laut)、イスラム暦新年の行事。漁師が海に供え物をする。